# Demotispa discoideum
Demotispa discoideum es una especie de insecto coleóptero de la familia Chrysomelidae.
Fue descrita científicamente en 1850 por Boheman.